# Dematochroma fusca
Dematochroma fusca là một loài bọ cánh cứng trong họ Chrysomelidae. Loài này được Jolivet, Verma & Mille miêu tả khoa học năm 2007.